# 林燫
林 燫（りん れん、1524年 - 1580年）は、明代の官僚・学者。字は貞烜、号は対山。本貫は福州府閩県。弟は林烴。

## 生涯
林庭機の長男として生まれた。1547年（嘉靖26年）、進士に及第し、翰林院庶吉士に任じられた。1549年（嘉靖28年）、翰林院検討に進んだ。1552年（嘉靖31年）、景王朱載圳が景王邸に入ると、林燫はその侍講を命じられた。1558年（嘉靖37年）、翰林院修撰に進んだ。嘉靖末年、国子祭酒となった。祖父の林瀚・父の林庭機と、三代にわたって祭酒となったのは、前例のないことであった。1567年（隆慶元年）4月、太常寺卿の位を加えられた。5月、礼部右侍郎に抜擢された。辺境防備七事を上書した。吏部右侍郎に転じた。1568年（隆慶2年）2月、南京吏部右侍郎として出向し、礼部の事務を代行した。1573年（万暦元年）、南京工部尚書に進み、南京礼部尚書に転じた。母が死去すると、林燫は官を去って喪に服した。喪が明けると、林燫は隠居した父のそばで身の回りの世話をした。1580年（万暦8年）6月癸丑、父に先立って死去した。享年は57。太子少保の位を追贈された。諡は文恪といった。著書に『福州府志』36巻・『文集』16巻があった。
子に林世勤があった。